# 닌릴

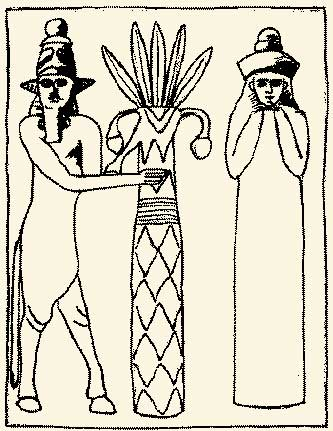
엔릴과 닌릴

닌릴은 여신으로, 엔릴의 배우자 신이다.